# Jesús Landáburu Sagüillo
Jesús Landáburu Sagüillo (Guardo, 24 de gener de 1955) fou un futbolista espanyol de les dècades de 1970 i 1980. Va ser internacional amb la selecció espanyola.

## Trajectòria
Debutà al Reial Valladolid, passant posteriorment al Rayo Vallecano. El 1979 fitxà pel FC Barcelona, on guanyà una Copa del Rei. Acabà la seva carrera durant sis temporades a l'Atlètic de Madrid. Fou un cop internacional amb Espanya el 23 de gener de 1980 contra Holanda a Vigo (1-0).

## Palmarès
Barcelona
- Recopa d'Europa de Futbol:
  - 1981-82
- Copa espanyola:
  - 1980-81

Atlètic de Madrid
- Copa espanyola:
  - 1984-85
- Supercopa espanyola de futbol
  - 1985